# Maissana
Maissana (Maissann-a in ligure) è un comune italiano di 564 abitanti della provincia della Spezia in Liguria.

## Geografia fisica
Il territorio di Maissana è situato nell'alta val di Vara lungo la sponda destra del fiume Vara.

## Storia

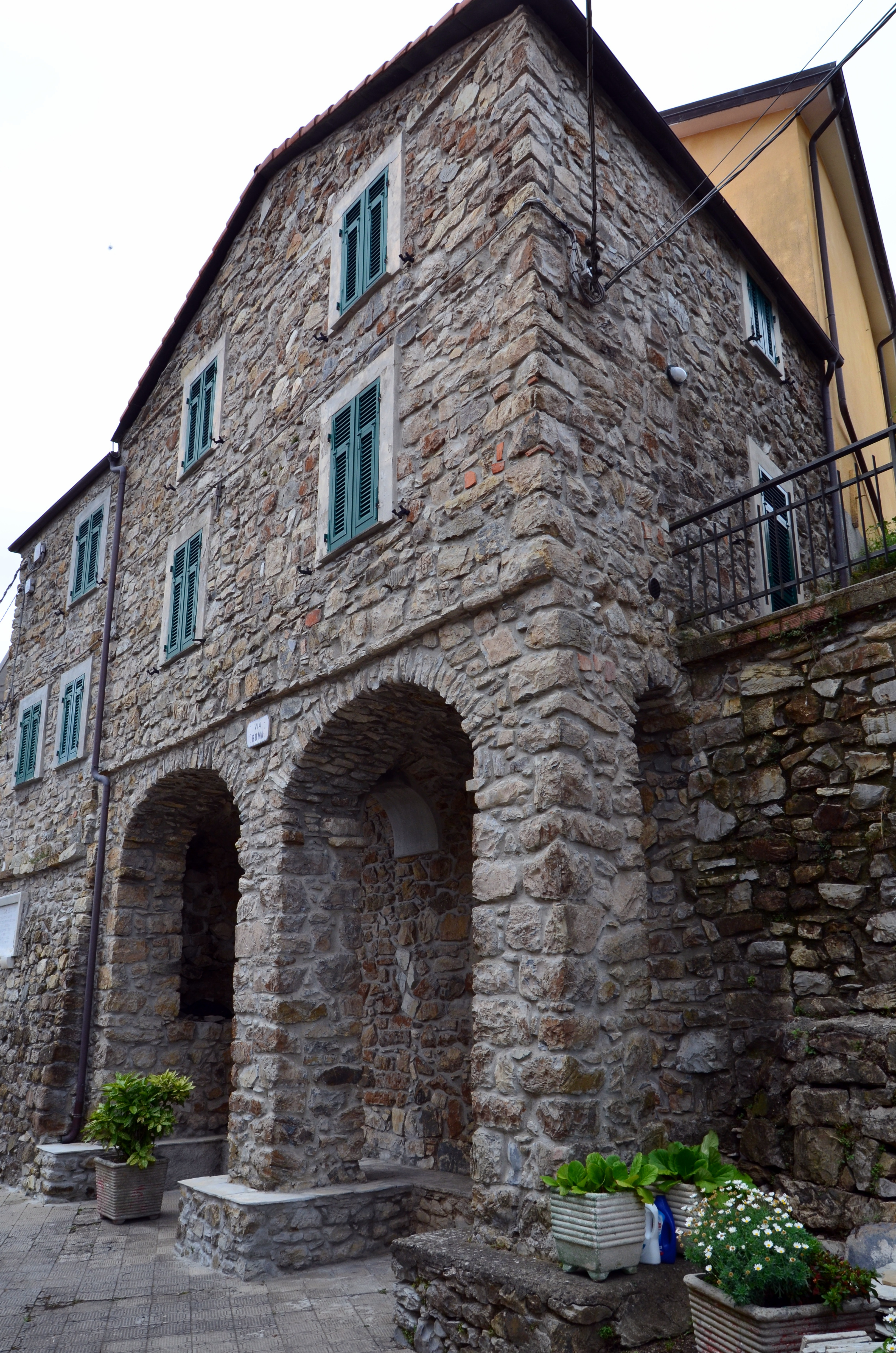
Scorcio del centro storico di Maissana

Secondo studi effettuati sul territorio, il borgo di Maissana e le rispettive frazioni furono abitate molto probabilmente dalla tribù dei Lapicini, popolo dei Liguri localizzato tra i paesi costieri di Moneglia e Sestri Levante ed l'entroterra sestrese, particolarmente abili nell'estrazione e lavorazione della pietra locale (lapis), ardesia e arenaria soprattutto.
Intorno al 205 a.C. fu proclamato municipio dell'Impero romano entrando a far parte della nona regione romana; è di questo periodo storico l'eccezionale ritrovamento di alcune monete romane risalenti, secondo gli studi, dell'epoca imperiale di Claudio e Nerone. Lo storico cinquecentesco Agostino Giustiniani, nella descrizione della Liguria inclusa negli "Annali", pubblicati nel 1537, afferma che per il territorio Maissana passava un ramo dell'antica via Romea che dalla zona costiera di Sestri Levante, e risalendo la val Petronio costeggiando il torrente omonimo passando per l'attuale Castiglione Chiavarese, consentiva il raggiungimento delle odierne località e frazioni del territorio maissanese quali Fasciette, Costa di Salterana, Torza; la strada, dividendosi in due biforcazioni, raggiungeva quindi il parmense e l'Appennino ligure passando per Varese Ligure o ritornava verso ovest e quindi in val Graveglia nel genovese.
In epoca feudale fu dominio degli Estensi e, in seguito, della famiglia Malaspina così come sancì il diploma imperiale di Federico Barbarossa, datato al 29 settembre 1164, anche per altri paesi dell'alta val di Vara. La comunità religiosa della Plebs de Varia, comprendente oltre Maissana anche Varese Ligure, fu invece legata all'arcidiocesi di Genova già dal 1031, a differenza di altri borghi della valle e della costa levantina che, di fatto, furono assoggettati al potere spirituale della diocesi di Brugnato.
La proprietà sul feudo di Maissana passò quindi ai Fieschi, conti di Lavagna, che in località Lagorara edificarono un castello. Il territorio seguì pertanto le sorti della famiglia fliscana fino al 1547 quando, a seguito della celebre congiura di Gianluigi Fieschi, le proprietà passarono nelle mani dei Doria e quindi indirettamente alla Repubblica di Genova. Quest'ultima inglobò il feudo maissanese nella podesteria di Castiglione Chiavarese, all'interno del capitaneato di Chiavari.

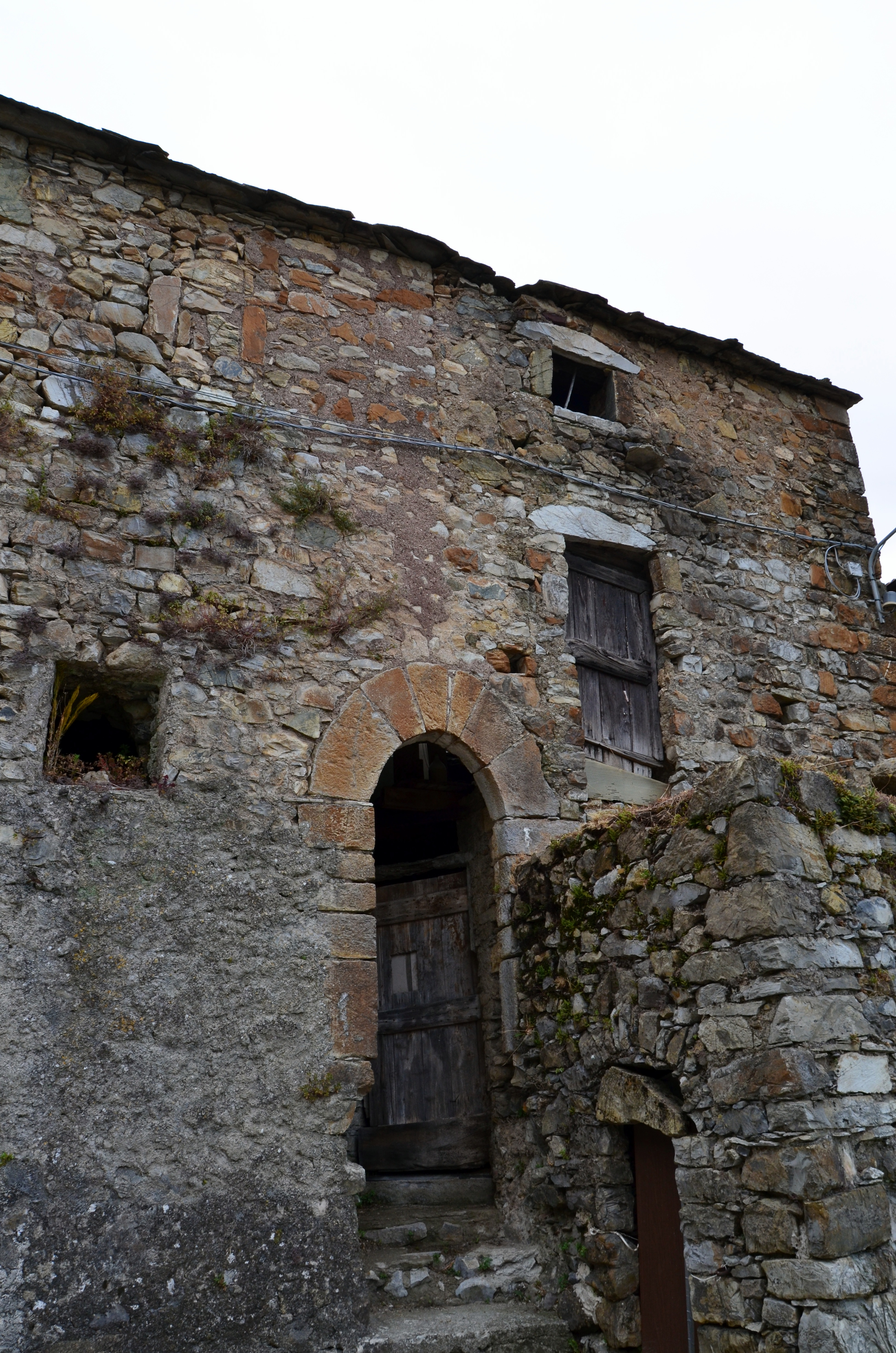
Palazzo ospitante le prigioni durante la dominazione dei Fieschi

Nel 1797 con la dominazione francese di Napoleone Bonaparte rientrò dal 2 dicembre nel Dipartimento dell'Entella, con capoluogo Chiavari, all'interno della Repubblica Ligure. Dal 28 aprile 1798 con i nuovi ordinamenti francesi, Maissana rientrò nel VI cantone, come capoluogo, della Giurisdizione del Gromolo e del Vara e dal 1803 centro principale del VII cantone del Gromolo nella Giurisdizione dell'Entella. Annesso al Primo Impero francese dal 13 giugno 1805 al 1814 venne inserito nel Dipartimento degli Appennini.
Nel 1815 fu inglobato nel Regno di Sardegna, secondo le decisioni del Congresso di Vienna del 1814, che sottopose la municipalità di Maissana nella provincia di Chiavari sotto la divisione di Genova. Dal 1859 al 1923 il territorio fu compreso nel VII mandamento di Varese del circondario di Chiavari dell'allora provincia di Genova, nel Regno d'Italia. Con l'istituzione nel 1923 della provincia della Spezia, fu inglobato in quest'ultima amministrazione provinciale.
Una successiva modifica ai confini comunali si verificò nel 1937 quando, con Legge nº 81 del 18 gennaio, la frazione di Statale passò dall'ente comunale di Maissana all'odierno comune di Ne in provincia di Genova.
A partire dagli anni cinquanta e sessanta del Novecento il comune ha vissuto uno spopolamento sempre più crescente per il trasferimento degli abitanti verso i paesi del primo entroterra e della costa come Sestri Levante, dove le principali occupazioni erano impiegate nei cantieri navali della Fincantieri di Riva Trigoso o della Fabbrica Italiana Tubi sempre nel sestrese; solo più recentemente si sta verificando una sorta di "ripopolamento" degli antichi borghi e nuclei del territorio maissanese.
Dal 1973 al 31 dicembre 2008 ha fatto parte della Comunità montana dell'Alta Val di Vara e, con le nuove disposizioni della Legge Regionale nº 24 del 4 luglio 2008, fino al 2011 della Comunità montana Val di Vara.

### Simboli
Stemma
Gonfalone
Lo stemma e il gonfalone sono stati concessi con il decreto del presidente della Repubblica del 5 luglio 1955.

## Monumenti e luoghi d'interesse

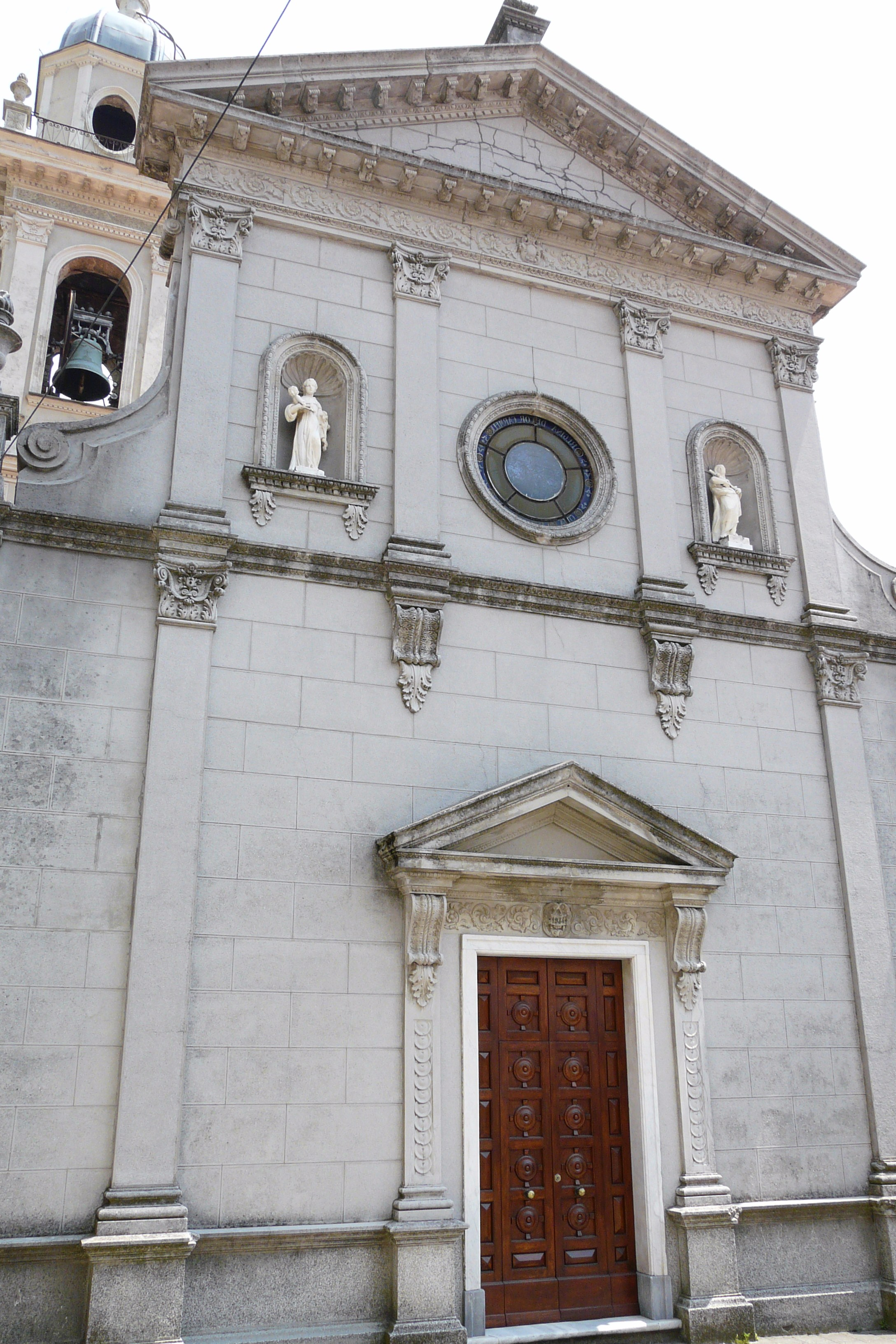
La chiesa parrocchiale di San Bartolomeo nel capoluogo di Maissana

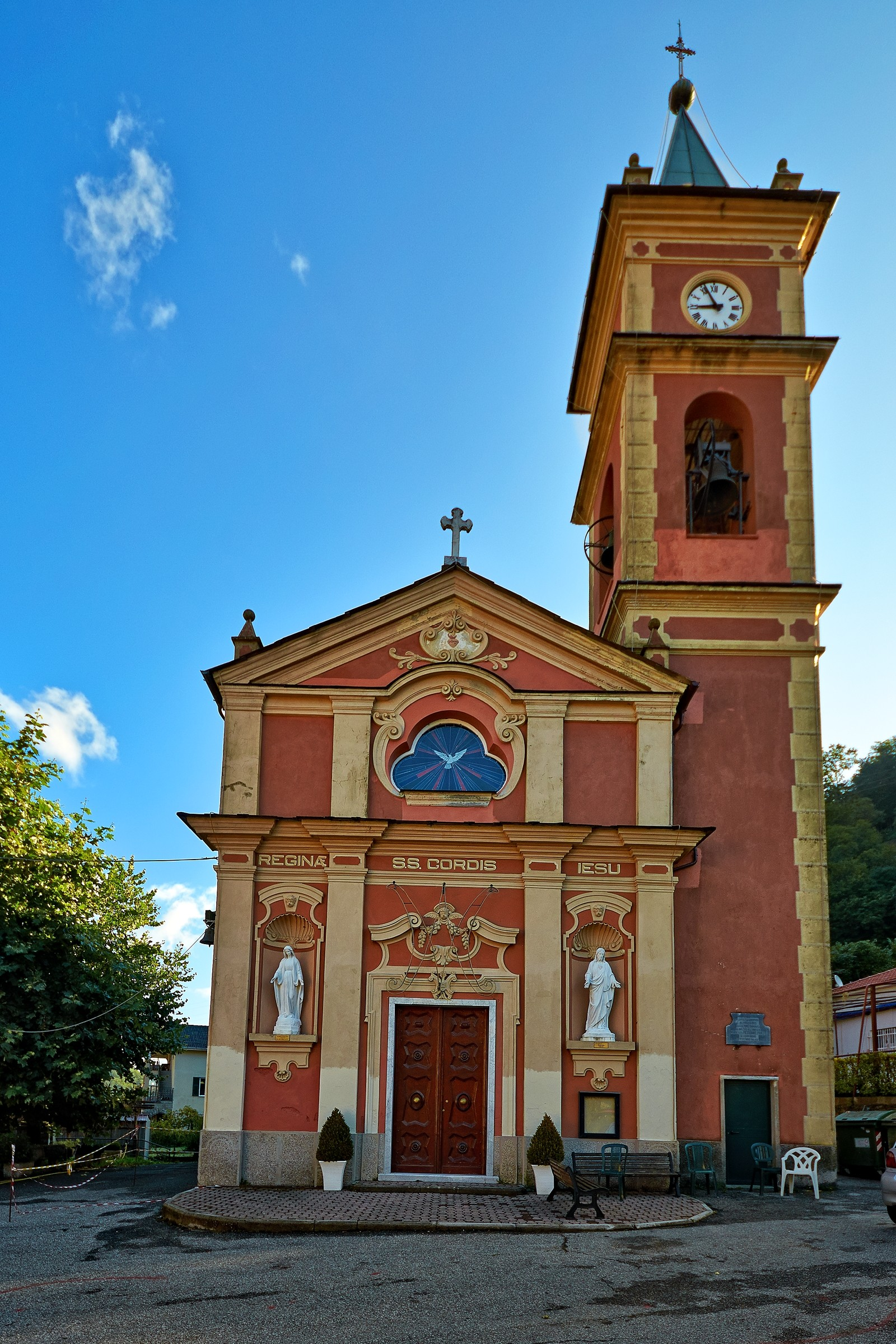
La chiesa di Nostra Signora del Sacro Cuore nella frazione di Torza

### Architetture religiose
- Chiesa parrocchiale di San Bartolomeo nel capoluogo di Maissana costruita nel 1582; l'altare maggiore in marmo colorato è del 1771, mentre il campanile è opera del 1754.
- Oratorio di Santa Maria Maddalena nel capoluogo di Maissana. All'interno è conservata una statua lignea policroma, databile al Settecento e di probabile scuola scultorea del Maragliano.
- Santuario Crocetta di Nostra Signora di Montallegro nel capoluogo di Maissana.
- Chiesa parrocchiale di San Lorenzo nella frazione di Campore.
- Oratorio di Santa Caterina d'Alessandria nella frazione di Campore.
- Cappella di San Bernardo nella frazione di Campore.
- Chiesa parrocchiale di San Martino nella frazione di Cembrano.
- Chiesa parrocchiale di San Bartolomeo nella frazione di Chiama; fu l'unica comunità parrocchiale, a differenza degli altri borghi del territorio maissanese soggetto all'arcidiocesi di Genova, ad appartenere alle dipendenze della diocesi di Brugnato.
- Chiesa di Nostra Signora della Visitazione nella frazione di Colli.
- Chiesa parrocchiale di San Pasquale nella frazione di Disconesi.
- Chiesa parrocchiale di San Michele Arcangelo nella frazione di Ossegna.
- Chiesa di Santo Stefano nella frazione di Salterana.
- Chiesa di Santa Maria Assunta nella frazione di Santa Maria di Lagorara. Risalente al 1200, presenta degli affreschi del 1952 eseguiti da Cesare Donati ed è dotata di un organo a canne con trasmissione meccanica, restaurato l'ultima volta nel 1995. Conserva inoltre, nella torre campanaria, il più grande concerto di campane della val di Vara, costituito da 5 bronzi in Do diesis, di cui il peso della sola campana maggiore è di circa 15 quintali.
- Chiesa parrocchiale di San Bartolomeo nella frazione di Tavarone. L'attuale parrocchiale fu edificata nel XVII secolo in sostituzione della preesistente intitolata a San Siro; il coro ligneo è del 1715.
- Chiesa di Nostra Signora del Sacro Cuore nella frazione di Torza.

### Siti archeologici
Il sito archeologico di Valle Lagorara, percorso dal torrente omonimo, è un'area situata a circa 750 m sul livello del mare lungo una fascia tra il rio Lagorara e il versante occidentale del monte Scogliera. I diversi studi e scavi, effettuati tra il 1988 e il 1995 dalla Soprintendenza Archeologica della Liguria, hanno portato alla luce quella che, di fatto, è una miniera di diaspro a cielo aperto e di grandi dimensioni. Sono state localizzate due principali aree di estrazione, oltreché due ricoveri o ripari sul versante opposto rispetto alla zona di estrazione e alcuni reperti come schegge di scarto, frammenti di percussori e vari oggetti in ceramica.

## Società

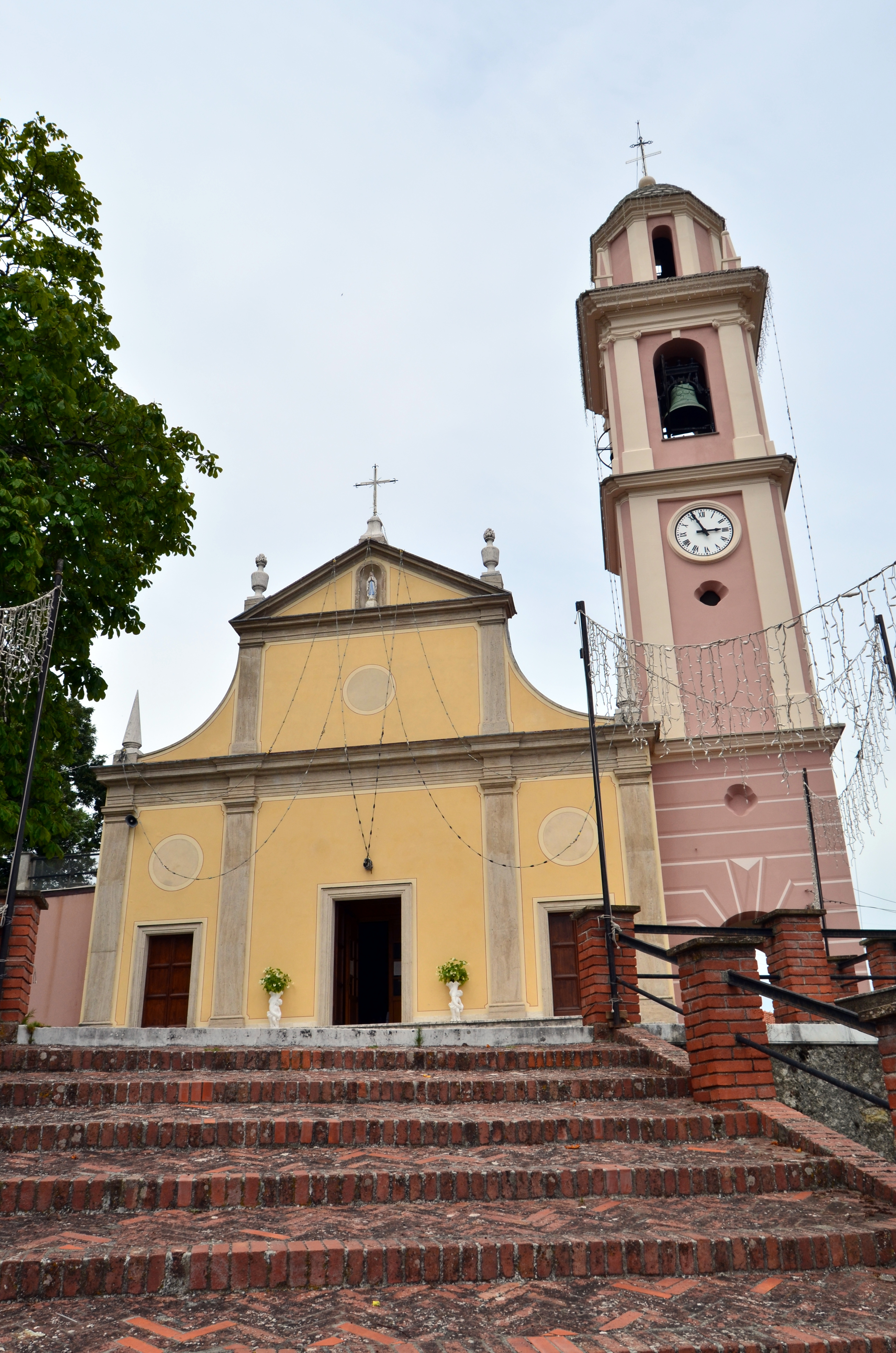
La chiesa di San Bartolomeo nella frazione di Tavarone

### Evoluzione demografica
Abitanti censiti

### Etnie e minoranze straniere
Secondo i dati Istat al 31 dicembre 2019, i cittadini stranieri residenti a Maissana sono 40

## Geografia antropica

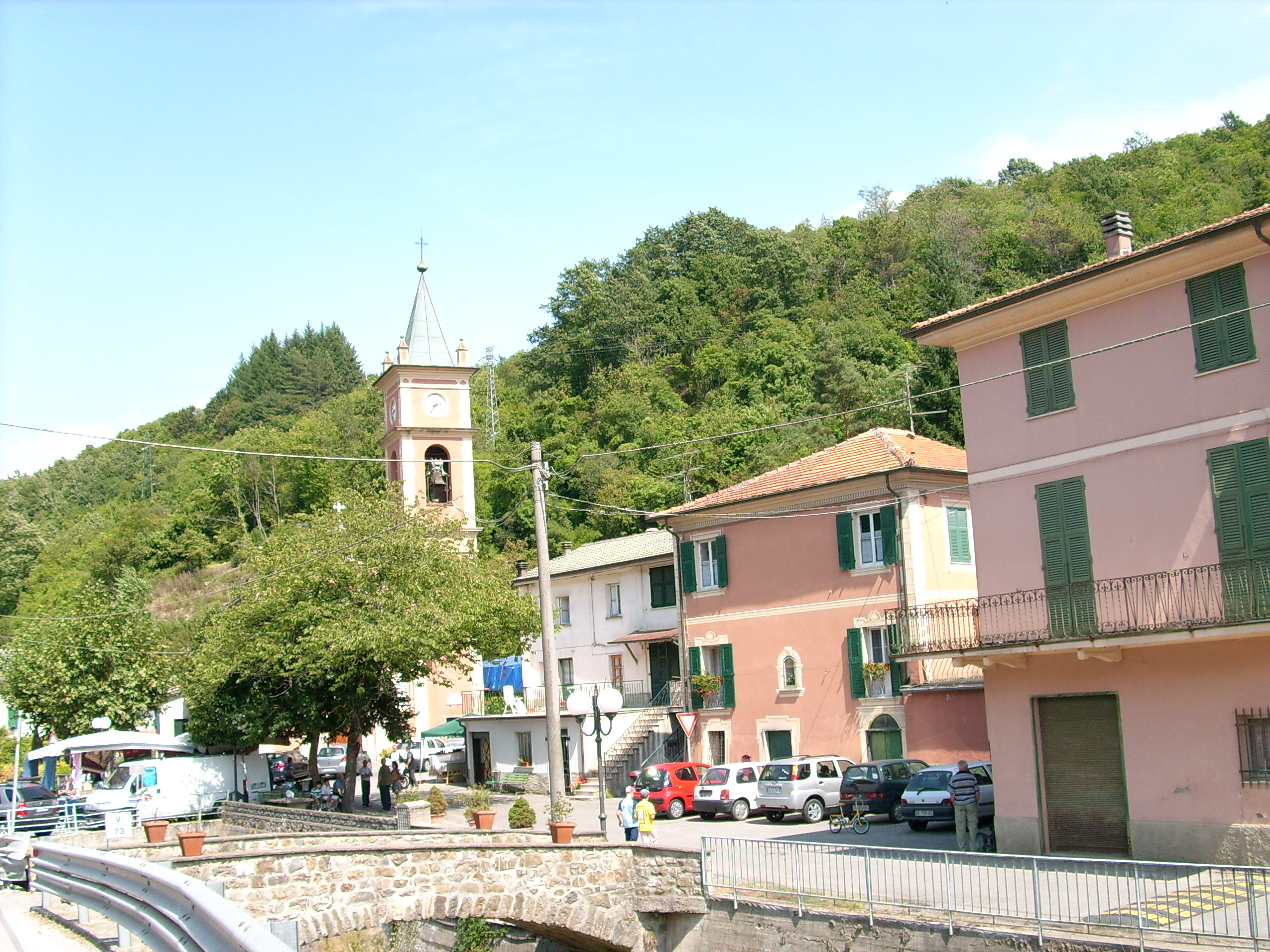
Panorama della frazione di Torza

Il comune è costituito, oltre che dal capoluogo Maissana, dalle dieci frazioni di Campore, Cembrano, Chiama, Colli, Disconesi, Ossegna, Salterana, Santa Maria, Tavarone e Torza per un totale di 45,43 km2.

## Economia
La principale risorsa economica del comune è l'attività legata all'agricoltura e al turismo agro-alimentare.
Anche le cooperative agricole-boschive rivestono un ruolo importante per l'impiego a livello territoriale, mentre un'altra buona parte degli abitanti trova impiego nel settore dei servizi pubblici e privati del distretto.

## Infrastrutture e trasporti

### Strade
Il centro di Maissana è attraversato principalmente dalla strada provinciale 54 che nella frazione di Torza si innesta con la strada statale 523 del Colle di Cento Croci, nel tratto tra Castiglione Chiavarese e Varese Ligure.

### Mobilità urbana
I trasporti urbani e interurbani di Massana vengono svolti con autoservizi di linea gestiti da AMT e ATC.

## Amministrazione

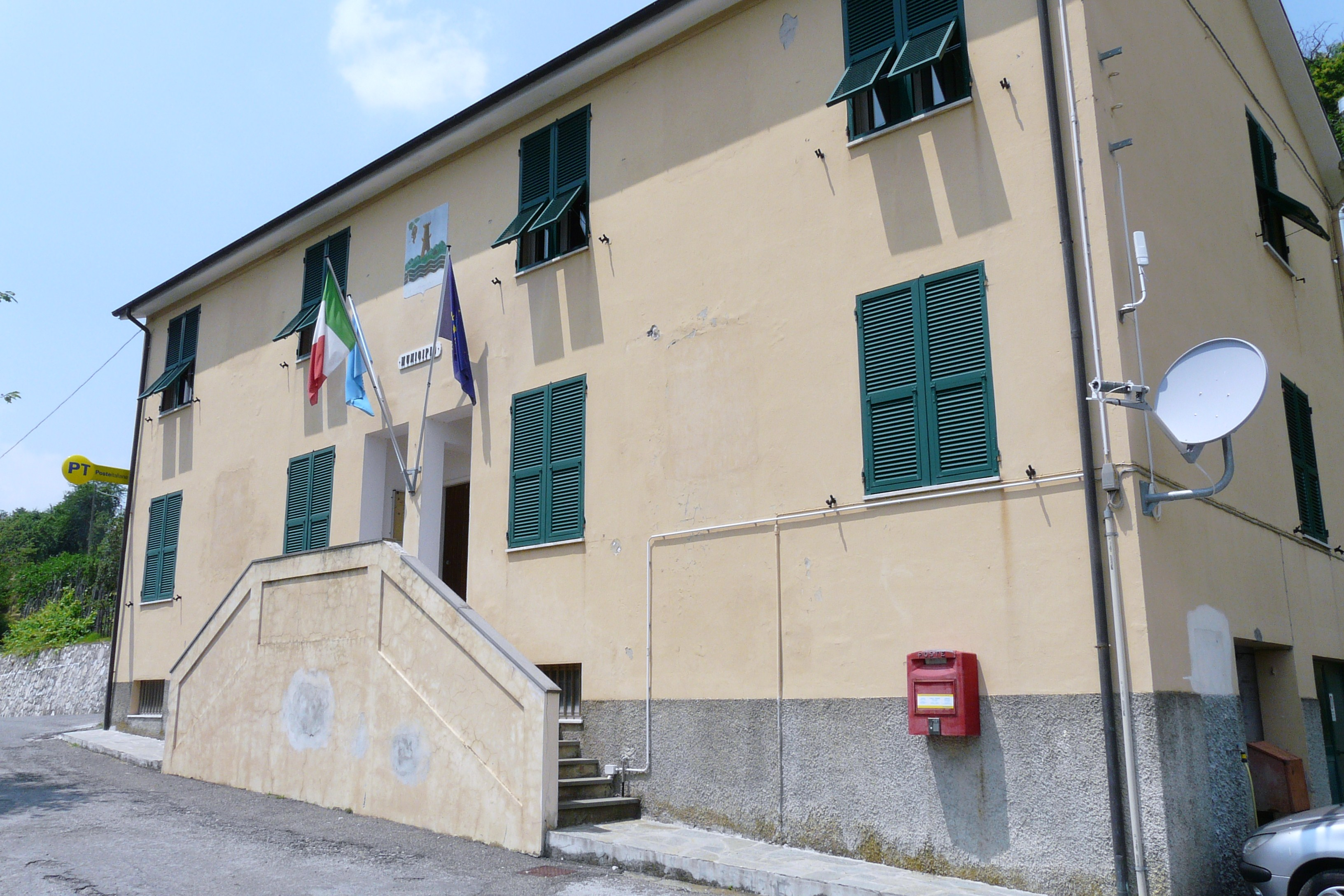
La sede del municipio a Maissana

| Periodo         | Periodo          | Primo cittadino   | Partito                                               | Carica      | Note   |
| --------------- | ---------------- | ----------------- | ----------------------------------------------------- | ----------- | ------ |
| 5 giugno 1985   | 24 giugno 1990   | Adriano Scanavino | Democrazia Cristiana                                  | Sindaco     |        |
| 24 giugno 1990  | 16 maggio 1993   | Mario Lavagnino   | Democrazia Cristiana                                  | Sindaco     |        |
| 9 luglio 1993   | 24 aprile 1995   | Angelo Cerisola   | Democrazia Cristiana                                  | Sindaco     |        |
| 24 aprile 1995  | 14 giugno 1999   | Angelo Cerisola   | lista civica                                          | Sindaco     |        |
| 14 giugno 1999  | 14 giugno 2004   | Alberto Figaro    | lista civica                                          | Sindaco     |        |
| 25 giugno 2004  | 8 giugno 2009    | Alberto Figaro    | lista civica                                          | Sindaco     |        |
| 8 giugno 2009   | 26 maggio 2014   | Egidio Banti      | Insieme per Maissana (lista civica)                   | Sindaco     |        |
| 26 maggio 2014  | 9 giugno 2019    | Egidio Banti      | Crescita e Tradizione (lista civica)                  | Sindaco     |        |
| 9 giugno 2019   | 28 novembre 2022 | Alberto Figaro    | Risveglio-Servizi-Manutenzione-Turismo (lista civica) | Sindaco     | [ 15 ] |
| 25 gennaio 2023 | 15 maggio 2023   | Paolo Cogorno     | Risveglio-Servizi-Manutenzione-Turismo (lista civica) | Vicesindaco | [ 16 ] |
| 15 maggio 2023  | in carica        | Egidio Banti      | Impegno per Maissana (lista civica)                   | Sindaco     |        |